# Nemeritis brevicauda
Nemeritis brevicauda är en stekelart som beskrevs av Horstmann 1975. Nemeritis brevicauda ingår i släktet Nemeritis och familjen brokparasitsteklar. Inga underarter finns listade i Catalogue of Life.